# Claude-Charles Saunier
Pour les articles homonymes, voir Saunier.
 (mars 2019).
Si vous disposez d'ouvrages ou d'articles de référence ou si vous connaissez des sites web de qualité traitant du thème abordé ici, merci de compléter l'article en donnant les références utiles à sa vérifiabilité et en les liant à la section « Notes et références ».
Claude-Charles Saunier (1735 - 16 août 1807) est un ébéniste français.

## Biographie
Il fut reçu maître en 1752, honorant les commandes des plus puissants seigneurs de son temps. Son nom est au fronton de la façade de l'école Boulle. Ce fut l'un des plus illustres ébénistes représentants du style Louis XVI,
Le 5 juillet 2006, la France refusa l’exportation d’une de ses commodes qui avait été destinée à l’appartement du duc d'Harcourt à Versailles, la classant trésor national.